# Dinteria: contributions to the flora of South West Africa
Dinteria: contributions to the flora of South West Africa (abreviado Dinteria) es una revista ilustrada con descripciones botánicas que es editada en Windhoek Namibia desde el año 1968.